# Panna Ugrai
Panna Ugrai (Hódmezővásárhely, 18 de octubre de 2004) es una deportista húngara que compite en natación (estilo libre) y salvamento acuático.
Ganó una medalla de plata en el Campeonato Mundial de Natación en Piscina Corta de 2024 y tres medallas en el Campeonato Europeo de Natación de 2024.
Además, en salvamento acuático consiguió una medalla de plata en los Juegos Mundiales de 2022.

## Palmarés internacional
| Campeonato Mundial en Piscina Corta | Campeonato Mundial en Piscina Corta | Campeonato Mundial en Piscina Corta | Campeonato Mundial en Piscina Corta |
| Año                                 | Lugar                               | Medalla                             | Prueba                              |
| ----------------------------------- | ----------------------------------- | ----------------------------------- | ----------------------------------- |
| 2024                                | Budapest (Hungría)                  | Medalla de plata                    | 4 × 200 m libre                     |
| Campeonato Europeo                  |                                     |                                     |                                     |
| Año                                 | Lugar                               | Medalla                             | Prueba                              |
| 2024                                | Belgrado (Serbia)                   | Medalla de oro                      | 4 × 100 m libre                     |
| 2024                                | Belgrado (Serbia)                   | Medalla de oro                      | 4 × 100 m libre mixto               |
| 2024                                | Belgrado (Serbia)                   | Medalla de plata                    | 4 × 100 m estilos                   |